# Lista över politiska partier i USA
Detta är en lista över politiska partier i USA, både tidigare och nuvarande.

## Aktiva partier
|  |  | Demokratiska partiet Democratic Party  | 1828 | Jaime R. Harrison | center-höger      | socialliberalism, tredje vägens                      | 218 / 435 | 48 / 100 | 23 / 50 |
|  |  | Republikanska partiet Republican Party | 1854 | Ronna McDaniel    | höger-konservativ | konservatism, marknadsliberalism, socialkonservatism | 212 / 435 | 50 / 100 | 27 / 50 |
|  |  | Libertarian Party                      | 1971 | Nicholas Sarwark  | Liberal           | libertarianism, klassisk liberalism, laissez-faire   | 0 / 435   | 0 / 100  | 0 / 50  |

## Andra betydande partier
- Green Party of the United States (GPUS)
- Constitution Party

## Små och regionala partier
- Alaskan Independence Party
- Reform Party of the United States of America
- Communist Party USA
- Socialist Party USA
- Socialist Workers Party
- Prohibition Party
- Puerto Rican Independence Party (PIP)
- Progressiva partiet (Vermont)
- American Independent Party
- Natural Law Party

## Historiska partier
- Federalistiska partiet (Federalist Party, ca 1789 till ca 1820)
- Country Party, ca 1790 till ca 1807
- Demokratisk-republikanska partiet (Democratic-Republican Party, 1792 till ca 1824)
- Toleration-partiet (1816 till slutet av 1820-talet)
- Anti-Masonic Party (1826–1838)
- National Republican Party (1829 till 1833)
- Nullifier Party (1830 till 1839)
- Whigpartiet (United States Whig Party, 1833 till 1856)
- Liberty Party (1840 till 1848)
- Law and Order Party of Rhode Island (1840)
- Free Soil Party (1848 till 1855)
- Constitutional Union Party (1860)
- Anti-Nebraska Party (1854)
- American Republican Party (1843 till 1854)
- American Party (“Knownothings”) (ca 1854 till 1858)
- Opposition Party (1854 till 1858)
- National Union Party, (1864 till 1868)
- Readjuster Party (1870 till 1885)
- Liberal Republican Party (1872)
- Greenbackpartiet (1874 till 1884)
- Anti-Monopoly Party (1884)
- Populist Party (1892 till 1908)
- Silver Party (1892–1902)
- National Democratic Party (1896 till 1900)
- Silver Republican Party (1896 till 1900)
- Social Democratic Party (1900 till 1901)
- Home Rule Party of Hawaii (1900 till 1912)
- Socialist Party of America (1901 till 1973)
- Progressive Party (1912) (“Bull Moose Party”) (1912 till 1914)
- National Woman’s Party (1913 till 1930)
- Minnesota Farmer-Labor Party (1918 till 1944)
- Progressive Party (1924) (1924)
- Communist League of America (1928 till 1934)
- American Workers Party (1933 till 1934)
- Workers Party of the United States (1934 till 1938)
- Union Party (1936)
- American Labor Party (1936 till 1956)
- America First Party (1944) (1944 till 1996)
- States’ Rights Democratic Party (“Dixiecrats”) (1948)
- Progressive Party (1948) (1948 till 1955)
- Vegetarian Party (1948 till 1964)
- Constitution Party (1952 till 1968?)
- American Nazi Party (1959 till 1967)
- Puerto Rican Socialist Party (1959 till 1993)
- Mississippi Freedom Democratic Party (1964)
- Communist Workers Party (1969 till 1985)
- People’s Party (1971 till 1976)
- U.S. Labor Party (1975 till 1979)
- Concerned Citizens Party (1975 till 1992)
- Citizens Party (1979 till 1984)
- New Alliance Party (1979 till 1992)
- Populist Party (1984 till 1994)
- Looking Back Party (1984 till 1996)
- Grassroots Party (1986 till 2004)
- Independent Party of Utah (1988 till 1996)
- A Connecticut Party (1991 till 1995)
- Green Party USA (1991 till 2005)
- New Party (1992 till 1998)
- Mountain Party (2000 till 2007)